# Sparrmannia subpalmata
Sparrmannia subpalmata är en malvaväxtart som beskrevs av John Gilbert Baker. Sparrmannia subpalmata ingår i släktet Sparrmannia och familjen malvaväxter. Inga underarter finns listade i Catalogue of Life.